# ランカスター・ジェットホークス
ランカスター・ジェットホークス(Lancaster JetHawks)は、MiLB、A+（アドバンスドA）カリフォルニアリーグ南地区所属の野球チーム。本拠地はカリフォルニア州ランカスターにあるハンガー。現在はMLB・コロラド・ロッキーズ傘下のチームとして活動している。

## 歴史
1955年に「リノ・シルバーソックス」としてネバダ州リノに創設。
1988年に「リノ・パドレス」へ改名。
1993年にカリフォルニア州リバーサイドへ移転し、「リバーサイド・パイロッツ」へ改名した。
1996年にクラッチ・プレイ・ベースボール社がチームを買収。同じカリフォルニア州のランカスターへ移転し、「ランカスター・ジェットホークス」へ改名した。
2005年11月にピーター・A・カルファーニャ氏に球団を売却した。
2006年9月29日にボストン・レッドソックスと2年契約に合意した。
2008年9月22日にヒューストン・アストロズと2年契約（2012年までの延長権付き）に合意した。
2012年9月14日にアストロズと2年契約に合意した。
2017年シーズンからはコロラド・ロッキーズ傘下となる。

## 所属選手
| 投手 - 31 タイラー・ブルンネマン (Tyler Brunnemann) - 17 クリス・コットン (Chris Cotton) - 21 ジャメイン・コットン (Jamaine Cotton) - 22 ケント・エマニュエル (Kent Emanuel) - 30 エバン・グリルス (Evan Grills) - 45 ブライアン・ホームズ (Brian Holmes) - 19 ダニエル・マイナー (Daniel Minor) - 18 ザック・モートン (Zach Morton) - 37 ゴンザロ・サヌード (Gonzalo Sanudo) - 29 アンドリュー・ウォルター (Andrew Walter) - 26 カイル・ウェストウッド (Kyle Westwood) | 投手 - 31 タイラー・ブルンネマン (Tyler Brunnemann) - 17 クリス・コットン (Chris Cotton) - 21 ジャメイン・コットン (Jamaine Cotton) - 22 ケント・エマニュエル (Kent Emanuel) - 30 エバン・グリルス (Evan Grills) - 45 ブライアン・ホームズ (Brian Holmes) - 19 ダニエル・マイナー (Daniel Minor) - 18 ザック・モートン (Zach Morton) - 37 ゴンザロ・サヌード (Gonzalo Sanudo) - 29 アンドリュー・ウォルター (Andrew Walter) - 26 カイル・ウェストウッド (Kyle Westwood) | 捕手 - 7 ジョブデュアン・モラレス (Jobduan Morales) - 10 ロベルト・ペーニャ (Roberto Pena) 内野手 - 20 オースティン・エルキンス (Austin Elkins) - 11 ジャック・メイフィールド (Jack Mayfield) - 39 チェイス・マクドナルド (Chase McDonald) - 3 チャン・ムーン (Chan Moon) 外野手 - 34 ジョン・ケマー (Jon Kemmer) - 14 ターナー・マシス (Tanner Mathis) - 16 ロニー・ミッチェル (Ronnie Mitchell) - 2 ジョーダン・スコット (Jordan Scott) - 13 ダンリー・バスケス (Danry Vasquez) | 捕手 - 7 ジョブデュアン・モラレス (Jobduan Morales) - 10 ロベルト・ペーニャ (Roberto Pena) 内野手 - 20 オースティン・エルキンス (Austin Elkins) - 11 ジャック・メイフィールド (Jack Mayfield) - 39 チェイス・マクドナルド (Chase McDonald) - 3 チャン・ムーン (Chan Moon) 外野手 - 34 ジョン・ケマー (Jon Kemmer) - 14 ターナー・マシス (Tanner Mathis) - 16 ロニー・ミッチェル (Ronnie Mitchell) - 2 ジョーダン・スコット (Jordan Scott) - 13 ダンリー・バスケス (Danry Vasquez) |
| * 40人ロースター 2016年12月4日更新 [公式サイト(英語)より：ロースター [ 選手の移籍・故障情報]] | | | |